# 杨东野
楊東野（1548年—？），字啓明，號雲樓，山东青州府沂水人，明朝政治人物。进士出身。

## 生平
萬曆元年（1573年）癸酉科山東鄉試第六十一名舉人，萬曆五年（1577年），登丁丑科進士。次年，任直隸华亭县知县，調完县，十一年十月以公廉行取河南道御史，忤權貴，謫廬州府推官，擢兵部主事，二十六年十月升陝西右參議。

## 家族
曾祖楊光溥，山西按察司副使，進階大中大夫。祖父楊一元，教諭。父楊世芳，壽官。母相氏。严侍下。弟起野、朝野。
子楊時晦（原名楊時俊），萬曆二十五年（1597年）丁酉科舉人。
崇文堂家谱坊发现一部杨氏家谱，始祖杨四芦，明朝自山西省迁居山东沂水县东杨家庄，堂号：荣恩堂，字辈：「廷中远克绍，明红治秀蓝，廉耻培现志，凤鸾结三贤，武正圣长论，礼仪在祯祥。」该家族其中一支迁居汝宁府夏邑县，一支迁居山东阳信县，该支后人曾考中举人。十世杨东野，明万历六年进士，官至松江府知府。